# 加尔韦亚什
加尔韦亚什是葡萄牙波塔莱格雷区的一个堂区。总面积79.75平方公里，总人口1429人，人口密度17.9人/平方公里。